# Догужиєв
Догужиєв (рос. Догужиев; адиг. Дэгужъый) — хутір Красногвардійського району Адигеї Росії. Входить до складу Єленовського сільського поселення.
Населення — 11 осіб (2015 рік).
Хутір заснований в середині 19 століття українцями.